# Chiesa di San Gaudenzio (Secugnago)
La chiesa di San Gaudenzio è la parrocchiale di Secugnago, in provincia e diocesi di Lodi; fa parte del vicariato di Casalpusterlengo.

## Storia
La prima citazione di un luogo di culto a Secugnago risale al 1261 ed è contenuta in un elenco di chiese sottoposte ad una tassa, dal quale si apprende che dipendeva dalla pieve di Brembio.
Nella Descriptio del 1619 si legge che i fedeli ammontavano a 1190 e che la parrocchiale, compresa nel vicariato di Cavenago d'Adda, era sede delle confraternite del Santissimo Sacramento, della Dottrina Cristiana e del Rosario.
Nel XVIII secolo la chiesa venne rimaneggiata, con l'ampliamento del coro, l'aggiunta di alcuni altari e il rimodellamento della facciata; si trattava di un edificio a navata unica, che constava di quattro campate.
All'inizio del Novecento questa struttura versava però in pessimo condizioni e nel 1926, dopo la perizia dei tecnici, fu demolita e si affidò il progetto del nuovo luogo di culto all'ingegnere Gaetano Noli Dattarino, che già aveva disegnata la parrocchiale di Montanaso. La prima pietra venne posta il 12 maggio 1927 dal vescovo Ludovico Antomelli; poche settimane dopo, invece, il 2 giugno, si procedette all'atterramento del campanile. La chiesa fu portata a compimento nel 1928 e consacrata dal vescovo Pietro Calchi Novati il 12 settembre 1930, mentre la nuova torre nel 1931.
Nel 1943 vennero inaugurate le vetrate istoriate dell'abside e nel 1950 la torre campanaria fu dotata di un nuovo concerto di campane realizzato dalla fonderia cremasca Crespi.

## Descrizione

### Esterno
La facciata a salienti della chiesa, rivolta a nordovest, presenta in basso i tre portali d'ingresso strombati, mentre sopra una fascia di loggette e i tre rosoni e una nicchia ospitante una statua del santo patrono; il prospetto è coronato da cinque pinnacoli.
Annesso alla parrocchiale è il campanile a base quadrata, la cui cella presenta su ogni lato una trifora ed è coronata dalla guglia di forma conica.

### Interno
L'interno dell'edificio, la cui pianta è a croce latina, si compone di tre navate, separate da colonne terminanti con capitelli ionici sopra i quali si impostano gli archi a tutto sesto e i costoloni che scandiscono le volte a crociera; al termine dell'aula si sviluppa il presbiterio, rialzato di tre gradini, ospitante l'altare maggiore e chiuso dall'abside di forma poligonale.